# Seznam glavnih cest v Sloveniji
Seznam glavnih cest v Sloveniji

## Seznam

### Glavne ceste prvega reda
| Oznaka | Številka | Trasa                                                              | Dolžina |
| ------ | -------- | ------------------------------------------------------------------ | ------- |
|        | G1       | Avstrija (B80)–Dravograd–Maribor–Miklavž na Dravskem polju–Hajdina | 86,7 km |
|        | G2       | Slovenska Bistrica–Hajdina–Ptuj–Ormož–Hrvaška (D208)               | 57,6 km |
|        | G4       | Dravograd–Slovenj Gradec–Velenje–Arja vas                          | 51,2 km |
|        | G5       | A1–Celje–Zidani Most–Krško–Drnovo                                  | 70,6 km |
|        | G6       | Postojna–Ilirska Bistrica–Jelšane–Hrvaška (A7)                     | 43,2 km |
|        | G7       | Hrvaška (D8)–Starod–Kozina–Krvavi Potok–Italija (SR14)             | 30,3 km |
|        | G8       | Šentvid–Ljubljana (H3)                                             | 2,9 km  |
|        | G9       | Hajdina–Hrvaška (A2)                                               | 18,1 km |
|        | G11      | Koper–Dragonja–Hrvaška (D21)                                       | 17,1 km |
|        | G12      | Razdrto–Podnanos                                                   | 10,4 km |

### Glavne ceste drugega reda
| Oznaka | Številka | Trasa                                                                                 | Dolžina |
| ------ | -------- | ------------------------------------------------------------------------------------- | ------- |
|        | G101     | Avstrija (B91)–Ljubelj–Bistrica pri Tržiču–Podbrezje                                  | 17,2 km |
|        | G102     | Italija (SS54)–Kobarid–Tolmin–Idrija–Kalce–Logatec–A1                                 | 96,9 km |
|        | G103     | Tolmin–Nova Gorica–Šempeter pri Gorici                                                | 41,0 km |
|        | G104     | Kranj–Mengeš–Trzin–Ljubljana                                                          | 29,9 km |
|        | G105     | Novo Mesto–Metlika–Hrvaška (D6)                                                       | 32,5 km |
|        | G106     | Ljubljana–Škofljica–Ribnica–Kočevje–Petrina–Hrvaška (D203) veja: Škofljica–Šmarje Sap | 85,4 km |
|        | G107     | Celje–Šentjur–Šmarje pri Jelšah–Rogatec–Hrvaška (D207)                                | 47,5 km |
|        | G108     | Ljubljana–Litija–Zagorje ob Savi–Zidani Most                                          | 64,6 km |
|        | G109     | Lendava–Petišovci–Hrvaška (D209)                                                      | 4,5 km  |
|        | G111     | Koper–Izola–Sečovlje–Hrvaška (D200)                                                   | 20,8 km |
|        | G112     | Poljana–Ravne na Koroškem–Dravograd                                                   | 18,9 km |